# Pre-mRNA スプライシング
pre-mRNAスプライシング（プレ・エムアールエヌエー・スプライシング, pre-mRNA splicing）とは、タンパク質生合成において、転写 (生物学)で合成された一次転写産物からイントロンが除去されエクソンが結合する過程をいう。pre-mRNAとは、mRNA前駆体のことである。この過程の結果生じるRNAをメッセンジャーRNA(mRNA)といい、次の段階である翻訳でタンパク質合成の直接の引き金となる。生物学の分野でRNAスプライシング RNA splicing または単にスプライシングという時はこれを指すことが多い。

図1．mRNA前駆体におけるエクソンとイントロンおよびスプライシングを受けた後の成熟mRNAの簡略図。UTRはmRNA末端にあるエクソンの非翻訳領域。

## 概要
タンパク質代謝において、どのタンパク質が合成されるかは基本的に遺伝子の塩基配列で決定される。なぜなら、遺伝子の塩基配列はタンパク質のアミノ酸配列と対応し、タンパク質代謝の最終段階である翻訳を経ることで塩基配列が指し示す唯一のタンパク質が合成されるからである。しかし、多くの真核生物の遺伝子内にはイントロン intron と呼ばれる翻訳できない配列が存在し、これがアミノ酸をコードする配列であるエクソン exon を分断している。このため余分な配列であるイントロンの除去を行わない限り、そのままでは正常なアミノ酸配列へと翻訳することができない。この過程は遺伝子自体であるDNAに変更を加えるものではなく、転写で合成した使い捨てのmRNA前駆体（pre-mRNA）に対して行われる。
```
 DNA
  EEEEEEEEEEEiiiiiiiiiiiiEEEEEEEEEEEEE
  EEEEEEEEEEEiiiiiiiiiiiiEEEEEEEEEEEEE
```

```
          転写  ↓
```

```
 pre-mRNA
  EEEEEEEEEEEiiiiiiiiiiiiEEEEEEEEEEEEE
```

```
スプライシング等↓
```

```
 mRNA
     EEEEEEEEEEEEEEEEEEEEEEE
```

```
          翻訳  ↓
```

```
 タンパク質
           AAAAAAAA
```

```
 E:エクソン i;イントロン A:アミノ酸
```

　図2．セントラルドグマにおけるPre-mRNAスプライシングの立ち位置

## スプライシング反応にかかわるイントロンの構造
Pre-mRNA スプライシングは一次転写産物上のどこで行われるのか、すなわち生物はイントロンとエクソンをどのように区別するのかは、イントロンに見られる特徴的な配列から知ることができる。その重要なエレメントは5'-スプライス部位 5' splice site 、3'-スプライス部位 3' splice site 、分岐部位(分岐点部位)branch point site の3つである。5'-スプライス部位と3'-スプライス部位はどちらもエクソンとイントロンの境界部分に存在し、それぞれイントロンの5'側末端と3'側末端に位置する。2つは、エクソンとスプライシングを分離する切断反応が起こるべき場所を示す。一方、分岐部位は3'-スプライス部位の数十塩基上流にあることが多く、酵母と植物以外では分岐部位から3'-スプライス部位までの間にピリミジン塩基が連続する領域(ポリピリミジン配列 polypyrimidine tract)に続く。
Pre-mRNAは真核生物にありふれた生命現象であり、イントロンのエレメントの具体的な塩基配列は生物種間で異なるが、それぞれ周辺に特徴的なある程度共通した塩基配列を持つ。これをコンセンサス配列（共通配列） consensus sequence という。特に、5'-スプライス部位のGU、3'-スプライス部位のAG、分岐部位のAは最も高度に保存されている。このため、このコンセンサス配列を持つ最も多いイントロンをGU-AGイントロンと呼ぶ。下図1に真核生物共通の、図4に哺乳類でのGU-AGイントロンの配列を示す。
```

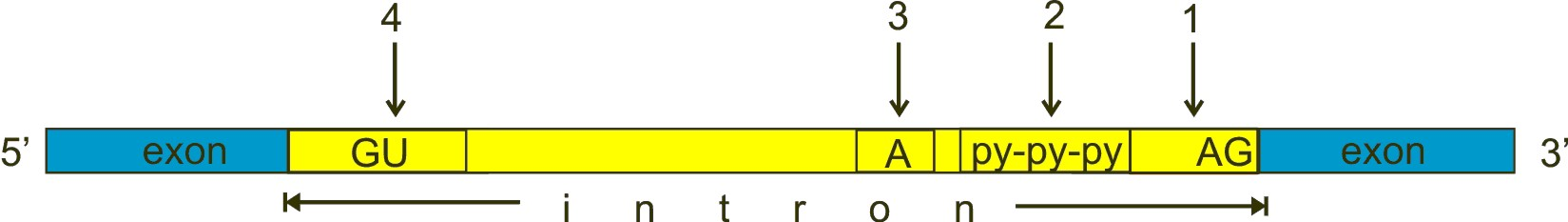
図3.コンセンサス配列を含むGU-AGイントロンの構造。青がエクソン(exon)、黄がイントロン(intron)である。1.3'-スプライス部位。2.ポリピリミジン配列。3.分岐部位。4.5'-スプライス部位

 5' NNNNNNNAGgtragunnnnnnnnnnnnnnnnnnnnnnnnnnnnnnnnnnnyuraynnnnnnyyyyyyyyyynagRNNNNNNNNN 3'
            ^                          　                 ^       ^^^^^^^^^^  ^
          5' ss                      　 　　         分岐部位　　　     　   3' ss
                                                      　      ポリピリミジントラクト
 図4.大文字はエクソン、小文字はイントロンを表す。核酸略号は
塩基配列
参照。
```

このほか、イントロンは多数の種類がある。現在までに発見されている8種類とその存在場所を示す。

GU-AGイントロン
真核生物の核内mRNA前駆体
AU-ACイントロン
真核生物の核内mRNA前駆体
グループI
真核生物の核内rRNA前駆体、細胞小器官RNA、ごく一部の細菌RNA
グループII
細胞小器官RNA、一部の原核生物RNA
グループIII
細胞小器官RNA
ツイントロン
細胞小器官RNA
tRNA前駆体イントロン
真核生物の核内tRNA前駆体
古細菌のイントロン
さまざまなRNA

## スプライシング反応の中心機構(スプライソソーム)
pre-mRNAスプライシングはスプライソソーム spliceosome という巨大な分子によって成し遂げられる。これはおよそ150個のタンパク質と5個のRNAからなる酵素複合体である。通常の酵素とは異なり、機能の大部分はタンパク質でなくRNAが担う。このような重要な5種類のRNA(U1,U2,U4,U5,U6)は核内低分子RNA small nuclear RNA:snRNA と総称される。ほとんどの真核生物では、核内低分子RNAはどれも100から300bp(塩基長)で、数個のタンパク質と複合体を作っている。このRNA-タンパク質複合体を核内低分子リボ核タンパク質 small nuclear ribonucleoprotein particle:snRNP(スナープ)と呼ぶ。
スプライソソームにおけるsnRNPの構成はスプライシングの段階によって変わり、各段階でスプライソソームに就いたsnRNPがその時必要な独自の役割を果たす。その役割は大きく3つに分けられ、①5'-スプライス部位や分岐部位の識別、②この2つの部位を近づける③RNAの決断と結合反応の触媒、または触媒の補助である。

### U1 snRNP
U1 snRNPは5'および3'スプライス部位のコンセンサス配列とほぼ相補的な配列を持ち、スプライシングの過程で2つは塩基対を形成する。スプライソソームと一次転写産物を十分な時間、接近させておく役割だといえる。実際、この塩基対形成はスプライシングの成功に必須とされる。

### U2 snRNP
酵母のU2 snRNPは分岐部位と塩基対を形成する。また、U6とも相補的であり、どちらの塩基対もスプライシングに欠かせない。U2とU6との塩基対はヘリックスIという構造を構築する。また、U2の5'末端とU6の3'末端は相互作用してヘリックス2を形成する。この相互作用は酵母に必須ではないが、哺乳類では少なくとも高いスプライシング効率を維持するために必要である。

### U4 snRNP

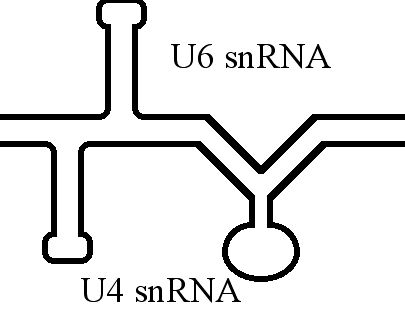
図5．U4およびU6 snRNA複合体

U4とU6はステムIとステムIIの形成に関与する。また、U4はスプライシング反応に直接参加せず、U6と結合して適当な時期にスプライソソームから解離する。その役割は、U6がスプライシングに参加するまでの間にこれを保護することであると予想されている。ステムⅠを形成するためにU4と塩基対形成するU6の配列は、U2との重要な配列に必要でもある。U4の解離は、U6とU2の塩基対形成によるスプライソソームの活性化の合図かもしれない。

### U5 snRNP
U5 snRNPはイントロン第二の反応を成功させるように、イントロン両側のエクソンと相互作用して接近させる。U5 snRNPにはどのsnRNPともmRNA前駆体とも相補的な配列がない。SontheimerとSteitzの実験によると、第二スプライシング反応で5'末端から39-41番目にあるウリジンが、ラリアット構造とつながっているエクソン5'末端とイントロンから切り離されたエクソン3'末端の両ウリジンに結合するようである。これが接近を引き起こす。

### U6 snRNP
U6 snRNPもまたU1と同様に5'-スプライス部位と塩基対形成をする。この塩基対形成についてChristine GuthrieとJoan Steitzは、U6の普遍配列ACAGAGとイントロンの+4から+6にあるUGUとの間で行われると仮定し、塩基対はスプライシングの第一の反応前から第二の反応後まで存在することを示した。
少なくとも二種類の酵母で、U6 snRNPの遺伝子はmRNA成熟後にも、スプライシング後に残存するタイプのイントロンによって分断されている。

## スプライシングの過程

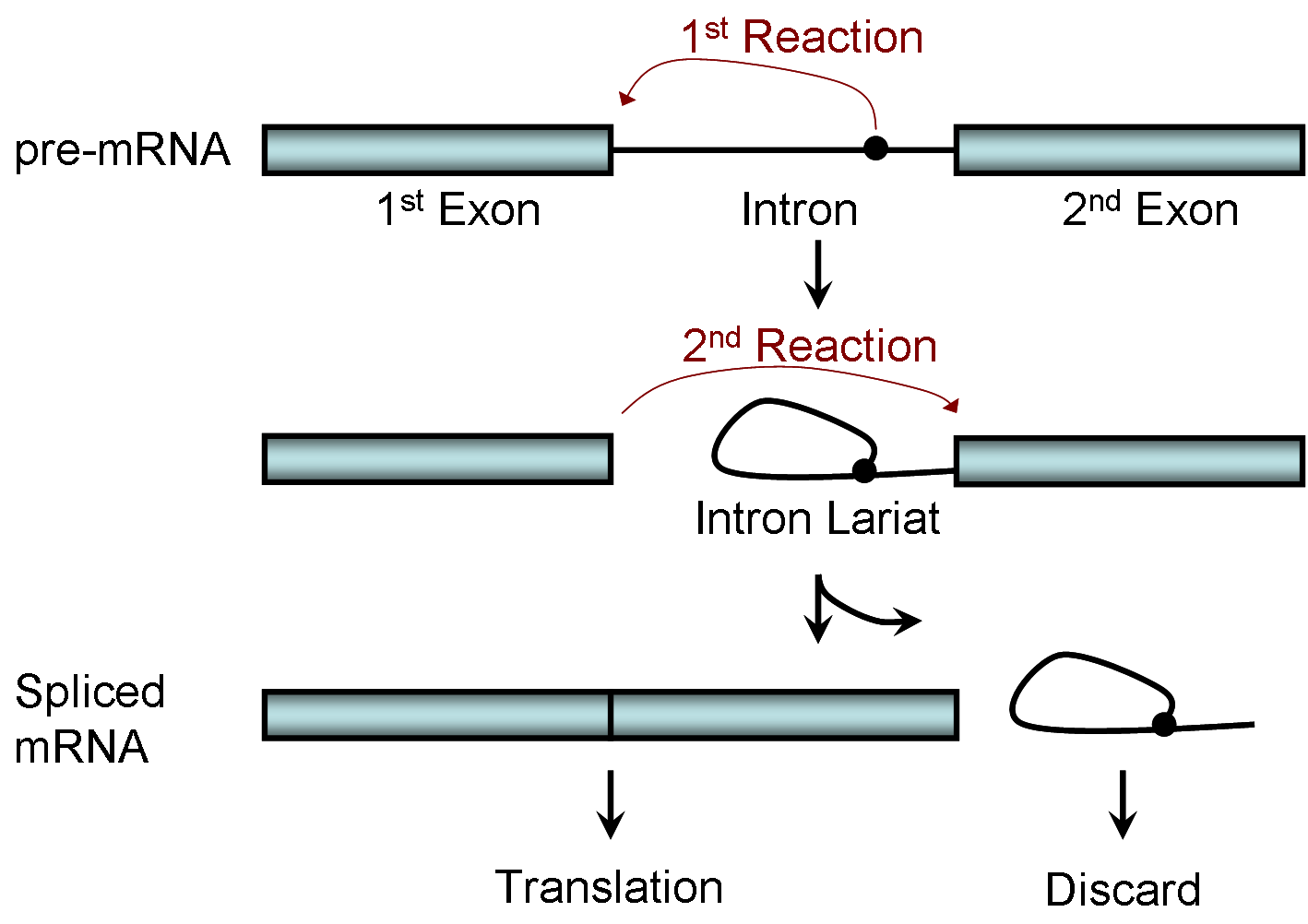
図6．スプライシングにおける2段階のエステル転移反応

スプライシングでは2回のエステル転移反応 transesterification が起こる。第一に5'側で、第二に3'側でエクソンとイントロンの境界部分が切断され、イントロンはmRNA前駆体から完全に切り離される。さらに、2番目の反応は分断されていたエクソンを結合させる。このため、反応が終わると一次転写産物にはエクソンだけが残る。
第一の反応は、分岐部位の保存されたA塩基の2'炭素にあるOH(2'-OH)が5'-スプライス部位に保存されたGのリン酸基に対して行う求核攻撃である。これは5価の亜リン酸中間体を経て進むSN2反応である。求核攻撃の結果、5'側でエクソンとイントロンをつなげていたホスホジエステル結合が切れる。さらに、自由になったイントロンの5'末端が分岐部位のAと結合し、分岐部位の名前の通り、Aでは元来の2つの結合に加えて新しい結合を加えた三叉路になる。この環状構造を投げ縄構造 lariat structure という。
第二の反応は、遊離した5'側エクソンの3'-OHが3'-スプライス部位のリン酸基に対する求核攻撃である。この反応で2つのことが起こる。最初の最も重要な結果は、分断されていた5'側と3'側のエクソンがつながることである。つまり、翻訳配列が実際に切り貼り(スプライシング)されるのはこの段階である。二番目に、一番目と同じ反応でイントロンはエクソンから完全に切り離される。

図7．エステル転移反応の簡略図。図では炭素が攻撃されているが、スプライシングではリン酸基のリンが水酸基から求核攻撃を受ける。
ここまでの説明では、あるエクソンの5'側末端はイントロンを挟んで隣接するエクソンの3'側と結合するとしてきた。しかし、いつもそうとは限らない。2つの例外があるが、1つ目は、エクソンが間のエクソンを飛ばしてはるか下流で結合する選択的スプライシングである。これについては#選択的スプライシングを参照せよ。2つ目はトランススプライシング trans-splicing で、別々のRNA上のエクソン同士が結合する。通常ほとんど起こらないが、トリパノソーマではほとんどのmRNAがトランススプライシングを受ける。線虫でもすべてのmRNAが5'リーダー配列を付加されるためにトランススプライシングされ、さらに同一分子内でのスプライシングを受ける場合も多い。トランススプライシングによって排出されるイントロンは、通常のラリアット構造ではなくY字型をしている。

### 核内mRNA前駆体のスプライシング

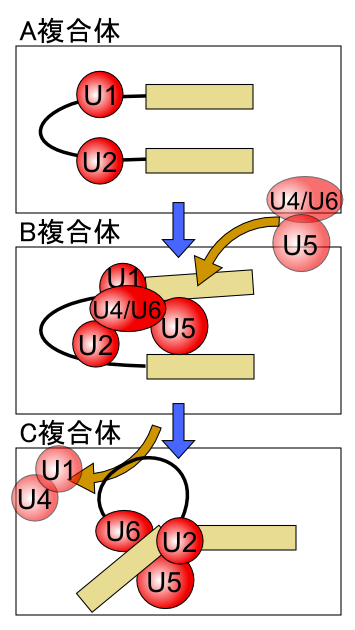
図8．複数SnRNPの結合状態
1. U1 snRNPがmRMA前躯体の5'スプライス部位に、U2 snRNPがブランチ領域に取りつきスプライソソーム前躯体（A複合体）が形成される。
2. U4/U6, U5 SnRNPが結合してB複合体が形成される。
3. U1, U4 SnRNPが分離してC複合体が形成され、mRMA前躯体がループ状の構造になる。

スプライソソームが触媒するスプライシング反応について詳しく説明する。まず、スプライソソームは転写されたmRNA前駆体の長大な一次構造の中からスプライス部位を正確に探し出さなければならない。これはU1 snRNPが5'-スプライス部位と塩基対形成することで成し遂げられる。スプライソソームとmRNA前駆体は出合い、U2AFサブユニットの一つがPy反復に、もう一つが3'-スプライス部位に結合する。前者はBBPが分岐部位と結合できるよう促す。こうしてmRNA前駆体上に編成されたタンパク質とRNAを初期複合体:E複合体 Early complex:E complex という。
次に、U2AFの助けを借りてU2 snRNPがBBPと入れ替わり分岐部位に結合する。これをA複合体 A complex といい、分岐部位が5'-スプライス部位とエステル転移反応する下地となる。なぜなら、U2 snRNPと分岐部位との塩基対形成は分岐部位のAを一つ飛ばして形成され、そのAは二重らせんからはみ出すからである。この露出部分がスプライス反応第一段階で5'-スプライス部位と反応することになる。
さらにU4,U5,U6 snRNPの3つが加わり、A複合体はB複合体 B complex となる。3つは1つの粒子に集まってからスプライソソームと合流しており、その粒子の中でU4とU6は相補的なRNA部分で塩基対を成し、U5はほか2つとタンパク質間相互作用でゆるく結合している。B複合体編成後にU1はスプライソソームから離れ、代わりにU6が5'-スプライス部位を占める。
続くC複合体 C complex への再編成がスプライス反応の引き金を引く。その再編はU4が遊離し、U6がU2と塩基対形成することで成し遂げられる。ここまでで、U2とU6のRNA中に活性部位は現れ、mRNA前駆対中の基質部分が反応の進行に最適な場所に来ると考えられている。5'-スプライス部位と分岐部位は近づき、最初のエステル転移反応が起こる。5'-スプライス部位と3'-スプライス部位の間で起こる第二の反応も、2つの接近を助けるU5 snRNPによって促される。それが終わればスプライソソームはラリアット構造とともに完成したmRNAから離れていく。snRNPはしばらくラリアット構造に結合したままだが、不要となったラリアット構造は急速に分解される。そうなると次の仕事のため新たな活動を始める。上記はGT-AG型イントロンの場合であるが、AT-AC型イントロンでは、U1、U2、U4、U6の代わりにU11、U12、U4atac、U6atacというsnRNPが使われる。

### スプライソソームがスプライシングの失敗を防ぐ機構
スプライソソームが誤ったスプライシングをしないための仕組みはいくつかある。一つは、4回もの編成替えを経たうえでスプライソソームが正しく作られてから活性部位を用意することである。各段階が間違いなく完了しなければ本番の反応が起こらないようになっている。これにより、反応性の高い活性部位が基質以外を攻撃する心配はない。
スプライシングにおける失敗のリスク要因はイントロンの長大さである。例えば、人の平均的な遺伝子には7個か8個のエクソンがあり、遺伝子によっては363個ものエクソンを持つものもある。そして、エクソンは平均でたった150bpしかない。これに対し、イントロンは平均約3000bpもある。80万bpに及ぶイントロンすらある。イントロンの海からsnRNPが独力で正しいスプライス部位を見つけ出すのは至難のことだろう。
スプライス部位の識別には2種類の間違いが起きやすい。第一のエクソンスキッピング exon skipping は、5'-スプライス部位に結合した成分が直近の正しい3'-スプライス部位を見逃し、それより先の3'-スプライス部位と結合することである。この問題は成熟mRNAからエクソンを消失させてしまう。第二の隠れたスプライス部位 cryptic splice site は、塩基配列が似ている部位をスプライス部位と誤認してしまうことである。スプライス部位としてのコンセンサス配列の制限が緩いことも間違いやすさに拍車をかけている。
2つの問題を解決する方法はある。エクソンスキッピングの解決法は、遺伝子を転写 (生物学)するRNAポリメラーゼIIがスプライシングに関わる5'-スプライス部位識別成分も含んでいることである。これはポリメラーゼのC末端に便乗しており、合成されたばかりの5'-スプライス部位に出会うとmRNA前駆体へ降り立つ。そして、次に合成される3'-スプライス部位(に結合する別の成分)を待ち構える。こうして、3'-スプライス部位は下流の競合相手が現れるよりも先に正しい5'-スプライス部位と相互作用することができる。一方、隠れたスプライス部位をスプライシングしないために、SRタンパク質がエクソンスプライシングエンハンサー exonic splicing enhancer:ESEに結合する。SRタンパク質はスプライス装置と直接相互作用し、近くのスプライス部位に召集する。具体的にはU2AFタンパクを3'-スプライス部位に、U1 snRNPを5'-スプライス部位にあてがう。したがって装置は、エクソンから離れた隠れたスプライス部位よりも、近くにある正しいスプライス部位をより大きな確実さで選ぶ。

### 自己スプライシング型イントロン
上記の核内mRNA前駆体のスプライシングは全ての真核生物で見られる一般的な生命現象であるが、まれにスプライソソームを必要としない自己スプライシング型イントロンも存在する。自己スプライシングとは、前駆体中のイントロンが自身を特定の構造に折りたたみ、自身を切り出す触媒反応である。様式はグループIとグループIIの2つが確認されている。平均的な自己スプライシング型イントロンは400から1000bpであるとされる。
グループIIイントロンは核内mRNA前駆体と同様、分岐部位のA残基が5'-スプライス部位に反応して第一のエステル転移とラリアット形成が成される。そのため結果だけを見ればスプライソソームを介したスプライシング反応と変わらない。ラリアット構造が形成されたばかりの第二スプライシング反応前に、スプライシングに重要なドメインがmRNA前駆体内で形成される。ドメインIDは5'-スプライス部位と3'-スプライス部位を接近させる。ドメインIⅠCは5'-スプライス部位とその上流部位との塩基対である。ドメインVはドメインIDとドメインVIの間で形成されるステムループである。そのドメインVIは分岐部位を含む部位と上流部位とのステムループである。
グループIイントロンは核内mRNA前駆体とは異なり、分岐部位のA残基ではなく遊離のGヌクレオチドまたはヌクレオシドを用いる。mRNAはGを捕まえて巧みに変形することで、Gの水酸基は5'-スプライス部位へと近づく。ラリアット構造形成と同じタイプのエステル転移反応でGは5'-スプライス部位に結合し、代わりに5'側エクソンの3'末端を切り離す。第二の反応は書くないmRNA前駆体と同様に遊離したエクソンの3'末端が3'側エクソンの5'末端を攻撃する。こうしてスプライシング反応は終了するが、5'-スプライス部位の分岐部位への結合がないため、排出されるイントロンはラリアット構造にならない。このため、グループIイントロンのスプライシングは線状のイントロンが観測されるのが特徴である。
グループIイントロンはグループIIのそれよりも小さく、特別な二次構造を持つ。それはエステル転移反応の主役となるリボース型のGヌクレオチドやヌクレオシドを化学結合で捕まえ、収容するポケットである。このほか、エステル転移反応を補助する内部ガイド配列があることも知られている。この配列は、5'-スプライス部位と塩基対を形成することで、Gによる求核攻撃が正確に行われるようにするものである。
グループIもグループIIも、自己スプライシング型イントロンはスプライシング反応を成功させるために特定の構造に自身を正確に折りたたむ必要がある。このため、スプライソソームがある場合と異なり、イントロン内の配列の大部分が重大な意味を持つ。塩基配列同士の塩基対形成が高次構造を構築するからである。それだけではなく、自己スプライシング型イントロンは多くのタンパク質と複合体を形成できることもin vitroで明らかになっている。これは、RNAの折り畳みに必要な主鎖同士の接近による、主鎖中のリン酸の負電荷同士の反発を遮蔽により防ぐためである。また、in vitroの研究から遮蔽タンパク質がなくとも、プラスイオンである塩が高濃度あればよいことが示された。

## 選択的スプライシング
ある1つのmRNA前駆体からいくつか異なった組み合わせのエクソンを持つmRNAが作られることがある。このようなmRNAを生み出す機構は選択的スプライシング alternative splicing と呼ばれ、ヒトの遺伝子の半数程度に見られるという見積もりもある。これに対し、ただ1通りのエクソンの組み合わせのみのmRNAが作られる反応は構成的スプライシングと呼ばれる。選択的スプライシングによって、一つの遺伝子から複数種類のタンパク質（スプライスバリアント；splice variant）が作られる。また、発生段階や組織など環境に応じて、時間的・空間的に選択的スプライシングを制御することによってスプライスバリアントを作り分けている例も知られている。
```
例
 mRNA前駆体
          AAAAiiiiiiiiiiBBBBiiiiiiiiiiiiCCCCiiiiiiiiiiDDDD
                                       
               ↓                                 ↓
         エクソンCを含まない                     エクソンCを含む
```

```
               ↓                                 ↓
 mRNA
          AAAABBBBDDDD                     AAAABBBBCCCCDDDD
```

```
               ↓                                 ↓
 タンパク質   
              XXXX                              ZZZZZ
           活性型タンパク質                        非活性型タンパク質
```

　図9．選択的スプライシングの簡略図